# Justine och Juliette
Justine och Juliette är en svensk pornografisk komedifilm från 1975 i regi av Bert Torn.

## Om filmen
Filmen premiärvisades 16 juni 1975 på biografen Rigoletto i Stockholm. Den spelades in vid Rialto-Saga Studio i Köpenhamn med exteriörer från Stockholm av Anthon Berg. Som förlaga har man en fri tolkning av Markis de Sades roman Justine eller dygdens besvärligheter från 1791.

## Roller i urval
- Marie Forså - Justine Karlsson
- Anne Bie Warburg - Juliette Karlsson, Justines syster
- Harry Reems - Don Miller, rik amerikan
- Felix Franchy - Robert, Justines fästman
- Poul Bundgaard - herr Nikander, bordellkund
- Kate Mundt - bordellmadamen
- Bent Warburg - Alfred, mannen som ger Justine och Juliette lift
- William Kisum - herr Osborne, bordellkund
- Bert Bellmann - Lars, den ljushårige hos Justine och Robert
- Otto Brandenburg - hotellportiern
- Jim Steffe - Erik, den mörkhårige mannen hos Justine och Robert
- Brigitte Maier - Birgit, kallad Bibi, flicka på bordellen
- Susanne Breuning - sångerska
- Louise Frevert - Mimmi, nattklubbsdansös
- Keld Rex Holm - Millers privatsekreterare
- Lisbeth Olsen - bordellflicka
- Nina Gunke - Juliettes väninna på festen

## Dubbningsröster
- Gunvor Pontén - dubbar Kate Mundt till svenska
- Börje Ahlstedt - dubbar Harry Reems till svenska
- Tor Isedal - dubbar Poul Bundgaard till svenska
- Rune Hallberg - dubbar Bengt Warburg till svenska